# Comuna Guleanți, Plevna
Guleanți (în bulgară Гулянци) este o comună în regiunea Plevna, Bulgaria, formată din orașul Guleanți și satele Brest, Dolni Vit, Dăbovan, Iskăr, Kreta, Lenkovo, Milkovița, Somovit, Zagrajden, Ghighen și Șiakovo. 

## Demografie
Componența etnică a comunei Guleanți
     Turci (1,27%)
     Romi (1,71%)
     Bulgari (82%)
     Nicio identificare (14,81%)
     Altele (0,19%)
La recensământul din 2011, populația comunei Guleanți era de 12.336 locuitori. Din punct de vedere etnic, majoritatea locuitorilor (82,0%) erau bulgari, existând și minorități de romi (1,71%) și turci (1,27%). Pentru 14,81% din locuitori nu este cunoscută apartenența etnică.